# Ordine di Sant'Elisabetta
L'Ordine di Sant'Elisabetta (in tedesco: St. Elisabethenorden) fu un ordine cavalleresco e caritatevole fondato nell'ambito del Regno di Baviera, riservato a sole dame.

## Storia

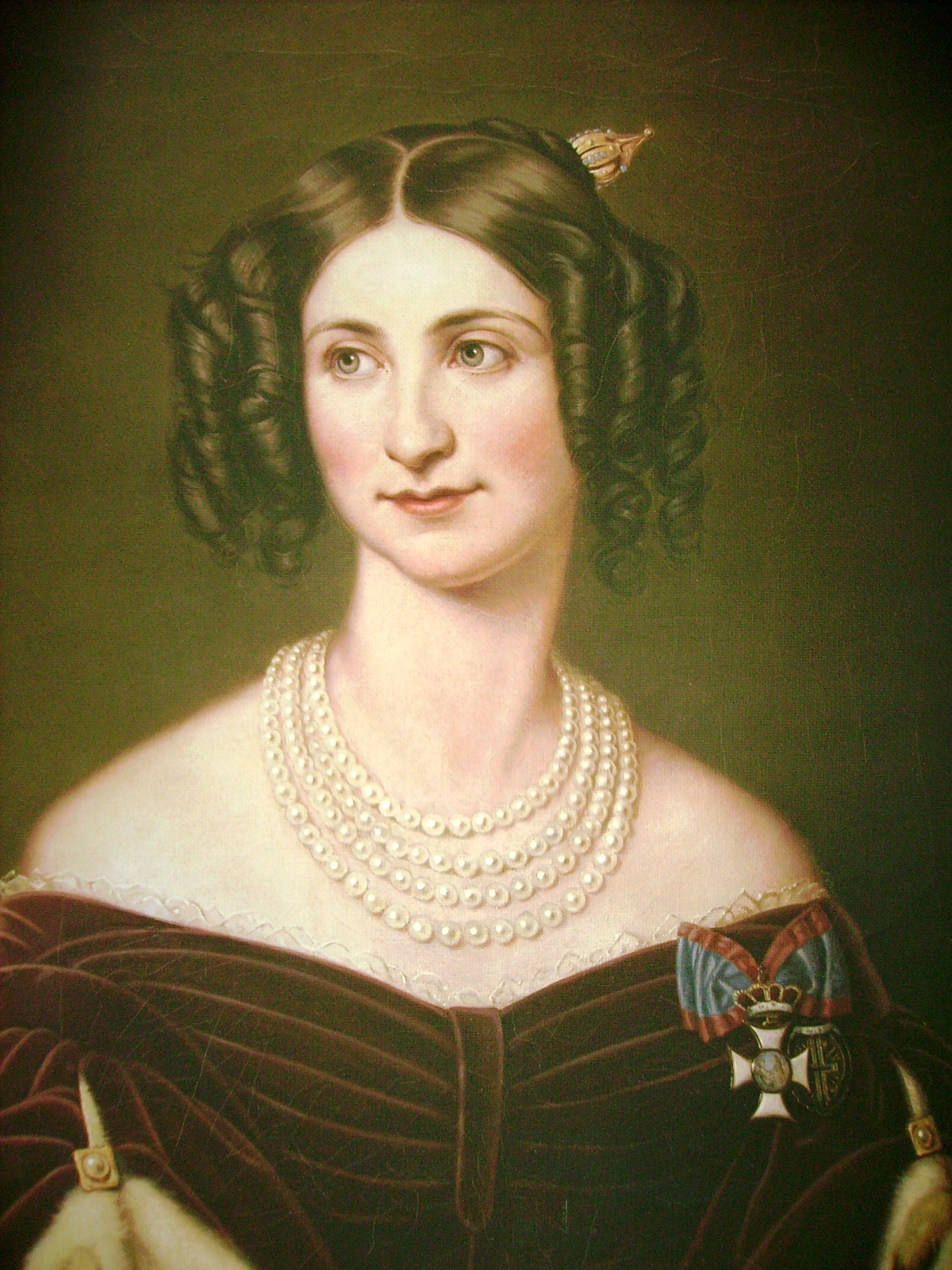
Ritratto di Eugenia di Hohenzollern-Hechingen con le insegne dell'Ordine

L'Ordine venne fondato dalla prima consorte del principe elettore Carlo Teodoro di Baviera, Elisabetta Augusta, figlia del conte palatino Giuseppe Carlo di Sulzbach, in omaggio alla sua Santa patrona. L'Ordine ottenne riconoscimento ufficiale con decreto del 18 ottobre 1766 solo come un'istituzione caritatevole a favore dei poveri. Esso venne confermato in questa forma il 31 gennaio 1767 da Papa Clemente XIII, il quale concesse molte indulgenze a suo favore e dei valori cristiani che esprimeva.
Proprio per questa specifica riconoscenza, divenne necessario che gli aderenti all'Ordine dimostrassero di possedere i quattro quarti di nobiltà e professare la religione cristiana. L'Ordine era a numero illimitato e le dame venivano nominate dalla principessa elettrice poi regina di Baviera che ne era la Sovrana. Le nomine avevano luogo il giorno della Santa Pasqua e il giorno di Sant'Elisabetta (19 novembre) e chi desiderava entrarvi, doveva pagare una tassa d'iscrizione che constava di 4 ducati.

## Insegne
La medaglia consiste in una croce smaltata di bianco, rappresentante nel medaglione centrale, su un lato Sant'Elisabetta che dispensa la carità ai poveri, sull'altro le iniziali della fondatrice "E.A." (Elisabeth Auguste). Essa era solitamente portata sulla parte sinistra del petto e corredata da un nastro blu con due strisce rosse ai lati. Nessun membro poteva comparire in pubblico senza indossare la medaglia, pena il pagamento della multa di 1 ducato.

## Gran maestre
- Elisabetta Augusta del Palatinato-Sulzbach (1766-1794)
- Maria Leopoldina d'Asburgo-Este (1795-1799)
- Maria Teresa Enrichetta d'Asburgo-Este (1914-1919)

## Insignite notabili
- infanta Amalia Filippina di Spagna
- principessa Isabella Antonia von Croÿ
- principessa Luisa d'Orleans
- principessa Maria Adelgonda di Hohenzollern
- infanta Maria Teresa di Spagna
- arciduchessa Teresa d'Austria (n. 1931)
- imperatrice Amelia del Brasile
- principessa-badessa Maria Cunegonda di Sassonia
- principessa-badessa Francesca Cristina del Palatinato-Sulzbach

## Fonti
- (EN)  Tagore, Rajah Sir Sourindro Mohun. The Orders of Knighthood, British and Foreign. Calcutta, India: The Catholic Orphan Press, 1884
- Goffredo di Crollalanza, Enciclopedia araldico cavalleresca, Pisa, 1878, p.276